# Maria Nikolayevna Yermolova

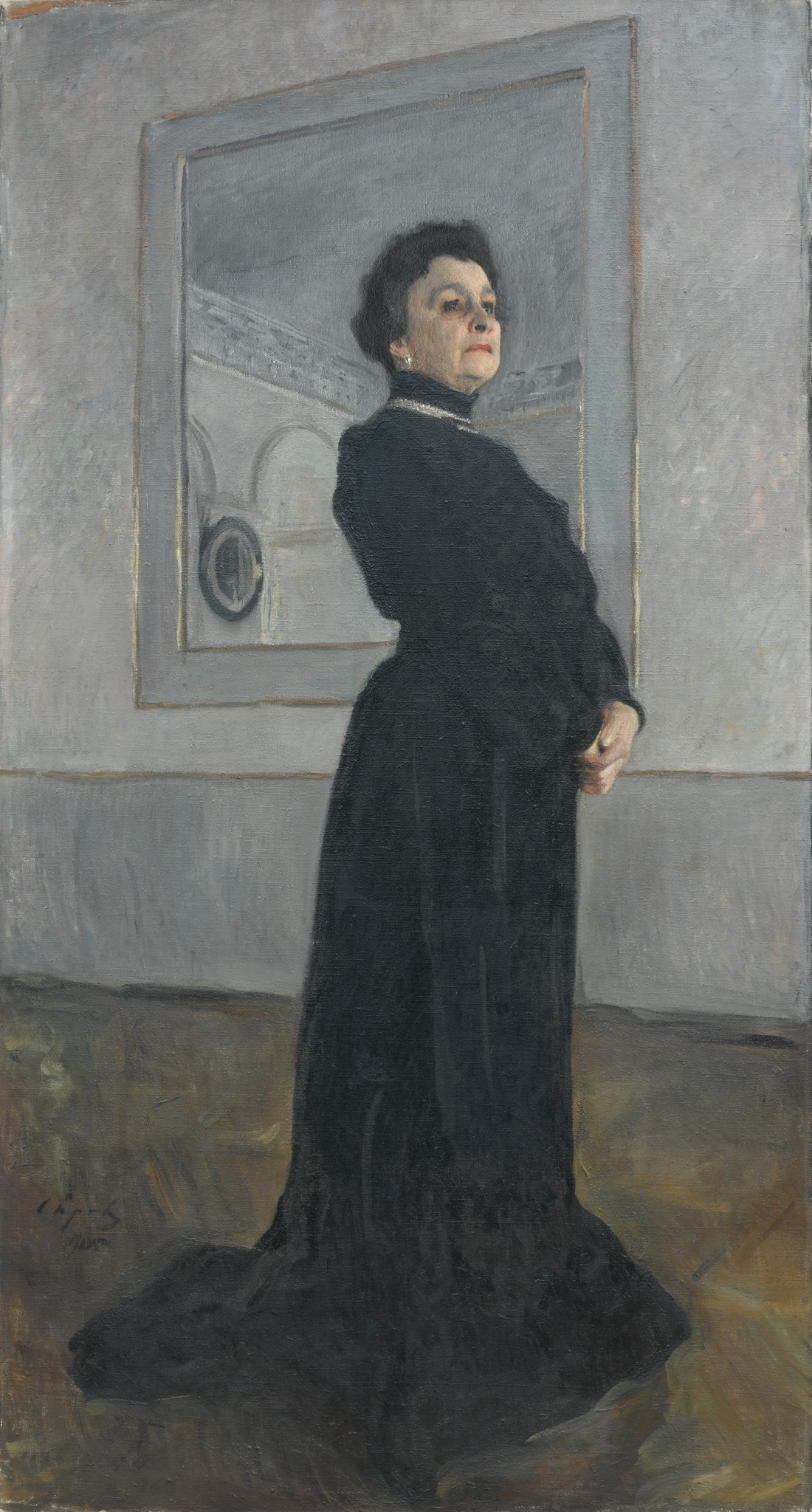
Maria Yermolova

Maria Nikolayevna Yermolova (tiếng Nga: Мария Николаевна Ермолова) là một diễn viên sân khấu Nga.

## Tiểu sử và sự nghiệp
Maria Yermolova được sinh ra ở Moskva 15 tháng 7 [lịch cũ 3 tháng 7] năm năm 1853 trong gia đình người nhắc tuồng của Nhà hát nhỏ hàn lâm quốc gia Nga N. A. Ermolov.
Năm 1862 Maria đăng ký vào lớp học balet của Cao đẳng sân khấu Moskva. Tuy nhiên bà không bộc lộ khả năng của mình trong baletа. Trong thời gian này, đã tham gia trong các vở balet lớn, nhạc kịch và các vở chính kịch Ermolova đã trở thành nhân chứng của sáng tác của các bậc thầy sân khấu lớn nhất. Trong những tối rảnh rỗi các nữ sinh của cao đẳng đã diễn xuất những vở kịch, trong đó năng khiếu kịch lớn của Ermolove đã được bộc lộ.
Năm 1866 cha của Ermolova, đã biết về đam mê say đắm của con gái với sân khấu kịch, cho phép cô diễn trong бенефис của mình vai cô gái-người đàn bà làm đỏm hư hỏng Fanshetta trong tiểu phẩm hài «Tranh chú rể» của D. T. Lensky. Đây là vai đầu tiên của cô, nhưng nó đã không đem lại cho bà thành công.
Năm 1870 Nadezhda Medvedeva đã quyết định giao cho Ermolova vai chính trong бенефис của mình. Trong vở kịch «Emilia Galotti», buổi ra mắt của nó được tổ chức ngày 30 tháng 1 năm 1870 Ermolova đã tỏ ra nhiệt huyết sân khấu tiềm năng và sự chân thật đáng ngạc nhiên. Vở kịch này đã thành công lớn.
Năm 1871 Ermolova đã tốt nghiệp cao đẳng sân khấu và được nhận vào đoàn Nhà hát nhỏ Nga. Trong những năm đầu tiên, Ermolova không được giao những vai nghiêm túc, bà chỉ được đóng những vai của những барышень hời hợt trong các hài kịch và tiểu phẩm hài. Năng khiếu của Ermolova, главным образом bi kịch và героическое, không tự bộc lộ.
Những năm 1870-80 được làm quen với đông đảo những nhà hoạt động văn hóa, văn học viết những buổi trình diễn cho đêm gặp gỡ. Có bài phê bình đã viết về bà. Một bận làm quen với diễn viên - Shubinsky - sẽ trở thành chồng bà. Ông tốt nghiệp khoa luật và cống hiến hoạt động tương lai của mình cho nó. Nhưng ông thăm các cuộc gặp gỡ không hợp pháp nhiều và theo ông đã tỏ chức việc theo dõi. Từ những năm 70 bà bắt đầu diễn những vai thật sự, chúng thú vị đối với bà, chúng cuốn hút bà.
Năm 1873 Ermolova đã diễn vai Katerina trong tiểu phẩm «Giông tố». Công việc cho vai này được tiếp tục vài năm. Katerina đã được nâng lên trong lối sống bởi Ermolva, đã sống trong thế giới của tình yêu và những ước mơ của mình; đó đã là phụ nữ Nga, đã dồn hết nội lực và những chuẩn bị cho xả thân anh hùng.
Ba năm sau, trong бенефис của mình Emolova đã diễn Laurensia trong tiểu phẩm của Lope de Vega «Nguồn cừu».
Trong những năm 1890 diễn các tiểu phẩm của các đại diện của гаумна, ибсена, cay đắng. Diễn Vassa Zheleznova - sự đối lập của hai phụ nữ của những thời đại khác nhau - Vassa và Rakhil. Ermolova diễn Vassa già và thông thái. Nhiều lần làm việc trong Cao đẳng với các diễn viên. Nhận danh hiệu nữ nghệ sĩ nhân dân. 1923 rời sân khấu. Chồng chết sớm => cô độc, không đi tiếp bước nữa. 1928 - đột quỵ và không quay trở lại. Ở Moskva có sân khấu mang tên Ermolova. Có tòa nhà nhỏ và перенесенное trên đường Tverskaya.

## Vai diễn sân khấu
- 1866 — «chú rể» của D. T. Lensky — Fanshetta
- 1870 — «Emilia Galotti» — Emilia Galotti
- «Đám cưới của Krechinsky» — Lidochka
- «Тartuffe» (Tên lừa đảo) — Marianna
- 1873 — «Giông tố» — Katerina
- 1876 — «Nguồn cừu» Lope de Vega — Laurensia
- 1877 — «Nạn nhân cuối cùng» của A. N. Ostrovsky — Yulia Tugina
- 1889 tiểu phẩm của A. S. Suvorin «„Tatiana Repina"» (Kadmina, Evlalia Pavlovna), dựng ngày 16 tháng 1 năm 1889 ở Nhà hát nhỏ, Ermolova trong vai chính